# Денглиш
Денглиш је термин који описује повећану употребу англицизама и псеудоанглицизама у немачком језику. То је портманто од немачких речи Deutsch (немачки) и Englisch (енглески). Термин је први пут забележен 1965. године.

## Примери
| Реч на српском | Немачки    | Енглески | Денглиш |
| -------------- | ---------- | -------- | ------- |
| телефон        | telefon    | phone    | handy   |
| проверити      | überprüfen | check    | checken |
| свидети        | gefällen   | like     | liken   |